# منطقة دون موينغ
منطقة دون موينغ (بالإنجليزية: Don Mueang District)‏ منطقة في بانكوك. يبلغ عدد سكانها 157،989 نسمة لعام 2004. تبلغ مساحتها 36.803 كم².

الموقع في بانكوك